# Lîpivske, Lîpova Dolîna
Lîpivske (în ucraineană Липівське) este un sat în comuna Bairak din raionul Lîpova Dolîna, regiunea Sumî, Ucraina.

## Demografie
Componența lingvistică a localității Lîpivske
     Ucraineană (100%)
Conform recensământului din 2001, toată populația localității Lîpivske era vorbitoare de ucraineană (100%).